# Shooters Hill
Shooters Hill, ook Shooters' Hill of Shooter's Hill, is de naam van een weg, heuvel en wijk in het zuidoosten van de Britse metropool Groot-Londen. De heuvel is met 132 m de op een na hoogste in Inner London. De gelijknamige wijk is een van de 17 wards in de Royal Borough of Greenwich.

## Ligging
De heuvel Shooters Hill is een geleidelijk vanaf de Theems oprijzende hoogte in het verder vlakke landschap van de Theems-vallei. De top van de heuvel is nog steeds voor een deel bedekt met bossen, waarvan Oxleas Wood het grootste is. Het hoogste punt (132 m) bevindt zich in Eaglesfield Park en is het op acht na hoogste punt binnen Groot-Londen en tevens het op een na hoogste van Inner London..

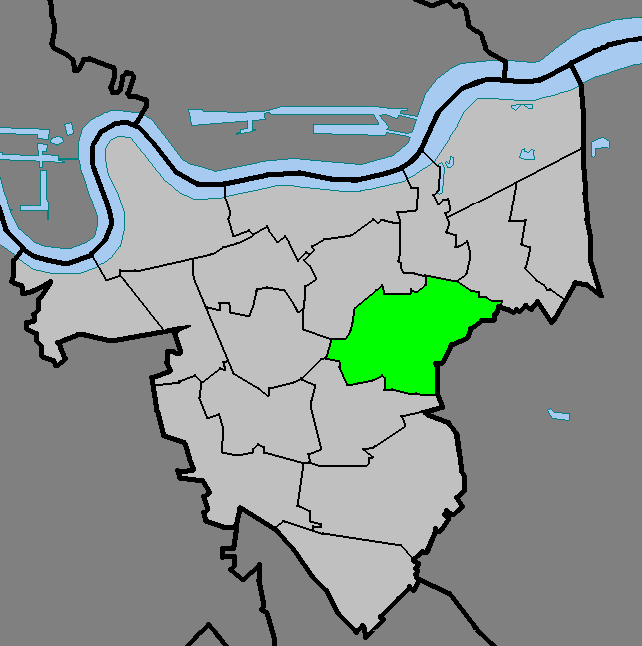
Shooters Hill (groen), een van de 17 wards binnen de Royal Borough of Greenwich

De gelijknamige weg was vroeger onderdeel van de A2, de hoofdroute van Londen naar Canterbury en Dover. Tegenwoordig volgt de A2 hier een andere route en is deze weg omgenummerd naar A207, ook wel Dover Road genoemd. In de middeleeuwen liep hier Watling Street, die zijn oorsprong vond in een Romeinse heerweg.
De naar de heuvel en de weg genoemde wijk Shooters Hill ligt ten zuiden van Woolwich in de Royal Borough of Greenwich en wordt vaak als een buitenwijk van Woolwich gezien. Delen van de wijk worden ook soms bij Plumstead gerekend. Zoals veel Londense wijken, heeft ook de wijk Shooters Hill geen duidelijke grenzen. De gelijknamige ward (kiesdistrict) heeft dat wel en wordt in het zuiden begrensd door de ward Eltham North, in het westen door Kidbrooke with Hornfair en in het noorden door Woolwich Common, Glyndon en Plumstead. Al deze wards bevinden zich in de borough Greenwich. In het oosten grenst Shooters Hill aan East Wickham in de borough Bexley.

## Geschiedenis
De herkomst van de naam Shooters Hill ("Schuttersheuvel") is niet geheel duidelijk. Er is geen verband met de nabije Royal Artillery Barracks, of de luchtdoelraketten die hier in de Tweede Wereldoorlog stonden opgesteld, omdat de topografische naam ouder is. Mogelijk was dit een gebied dat in de middeleeuwen gebruikt werd als oefenterrein voor boogschieten. In elk geval vond er op deze hoogte langs de veelgebruikte handelsroute van Londen naar de Straat van Dover veel struikroverij plaats en diende de heuvel als galgenheuvel. Berucht waren de gibbets, ijzeren kooien hangend aan een galg, waarin geëxecuteerden tentoongesteld werden, zoals Samuel Pepys in 1661 in zijn dagboek noteerde.
In 1697 beschreef Celia Fiennes, die vanaf Londen via Dover Road reisde, het uitzicht vanaf Shooters Hill in haar dagboek:
"Shuttershill, on top of which hill you see a vast prospect ...some lands clothed with trees, others with grass and flowers, gardens, orchards, with all sorts of herbage and tillage, with severall little towns all by the river, Erith, Leigh, Woolwich etc., quite up to London, Greenwich, Deptford, Black Wall, the Thames twisting and turning it self up and down bearing severall vessells and men of warre on it".

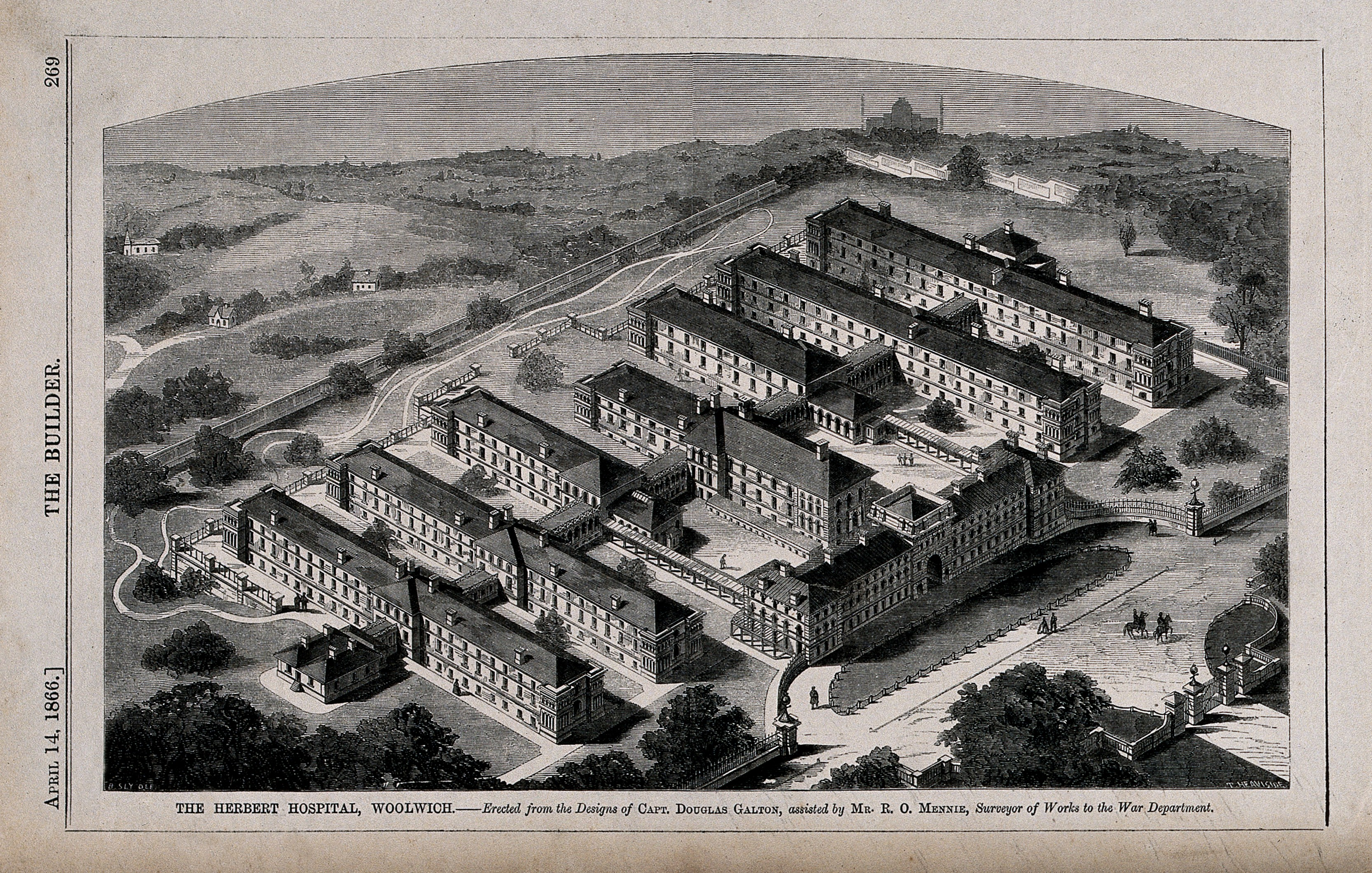
Het Royal Herbert Hospital in 1866

In de 17e, 18e en 19e eeuw verrezen hier verschillende - inmiddels verdwenen - landhuizen, zoals Broom Hall, Blomefield House, Shrewsbury House, Castlewood House, Warren Wood, Lowood Lodge, Mayfield House (of Jackwood) en Falconwood. Vanaf het einde van de 18e eeuw werd de militaire aanwezigheid steeds groter, vooral rondom Woolwich Common (zie hieronder). Door de explosieve groei van Woolwich eind 19e eeuw (vooral door de expansie van Royal Arsenal) rukte de stedelijke bebouwing steeds verder op en bereikte ook het noordelijk deel van Shooters Hill (omgeving Herbert Road - Plumstead Common Road). De uitvinder Samuel Brown testte in 1826 een door hem gebouwde koets met verbrandingsmotor op de helling van Shooters Hill.

## Beschrijving

### Groengebieden
Oxleas Wood is een oud loofbos dat deel uitmaakt van een groot, naar het zuiden doorlopend groengebied dat een groot deel van de heuvel bedekt. Shooters Hill Golfcourse, Shrewsbury Park, Eaglesfield Park, Plumstead Common en Woolwich Common kunnen beschouwd worden als noordelijke uitlopers van dit bos. Vanaf de hoger gelegen open delen heeft men een indrukwekkend uitzicht over Noordoost-Londen of de zuidelijke heuvelrug van de North Downs.

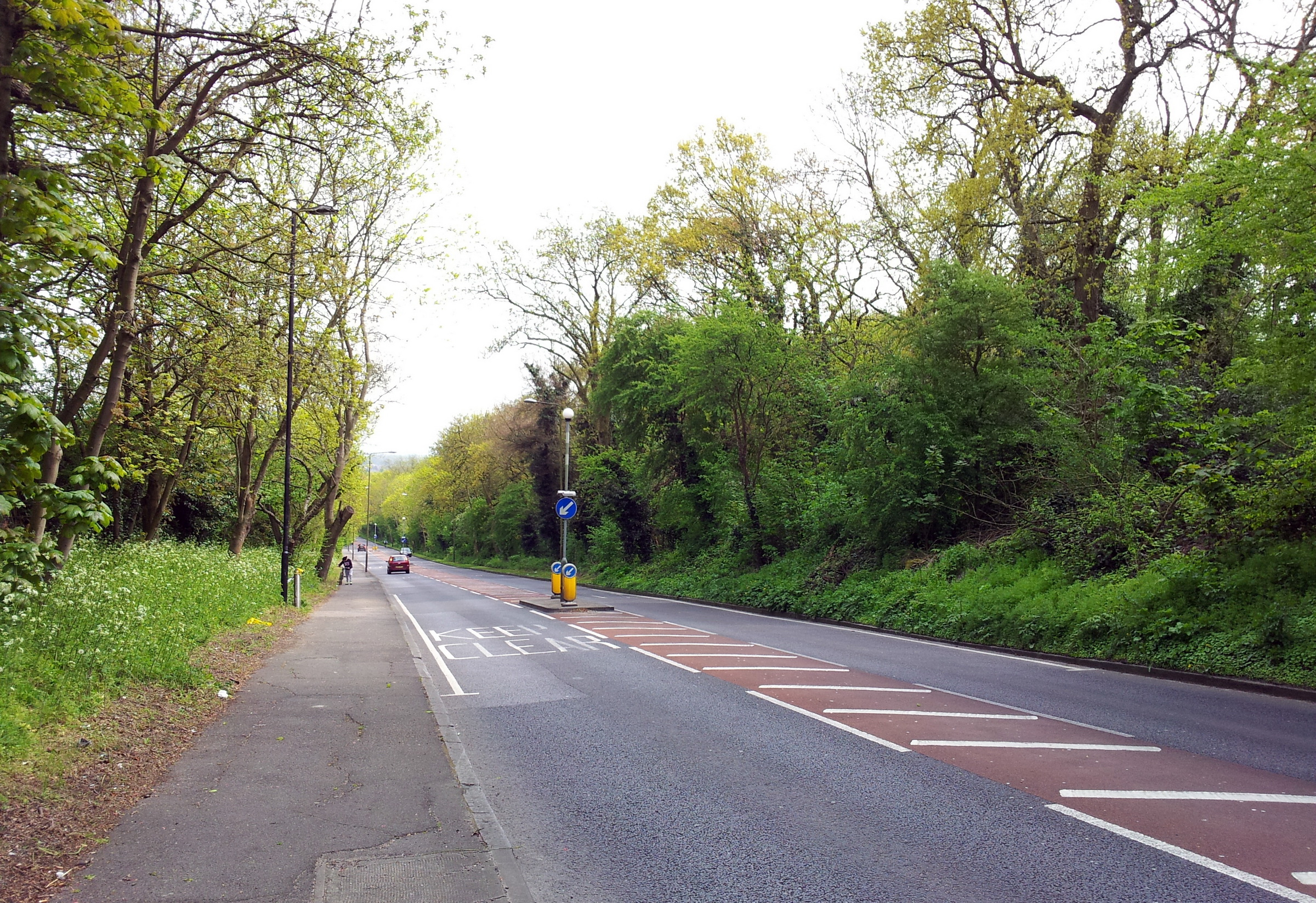
Links de golfcourse, rechts Oxleas Wood
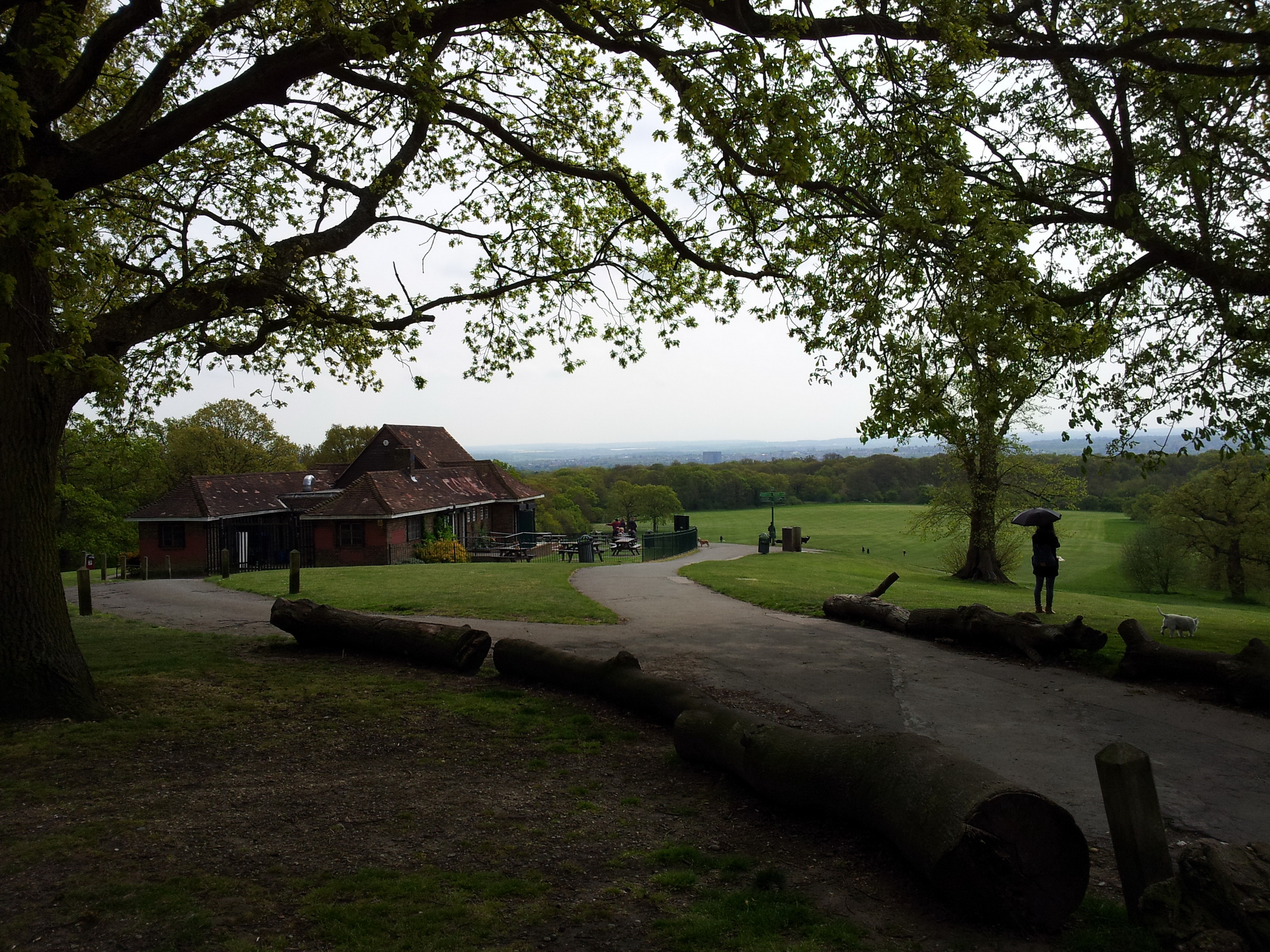
Oxleas Meadow in Oxleas Wood
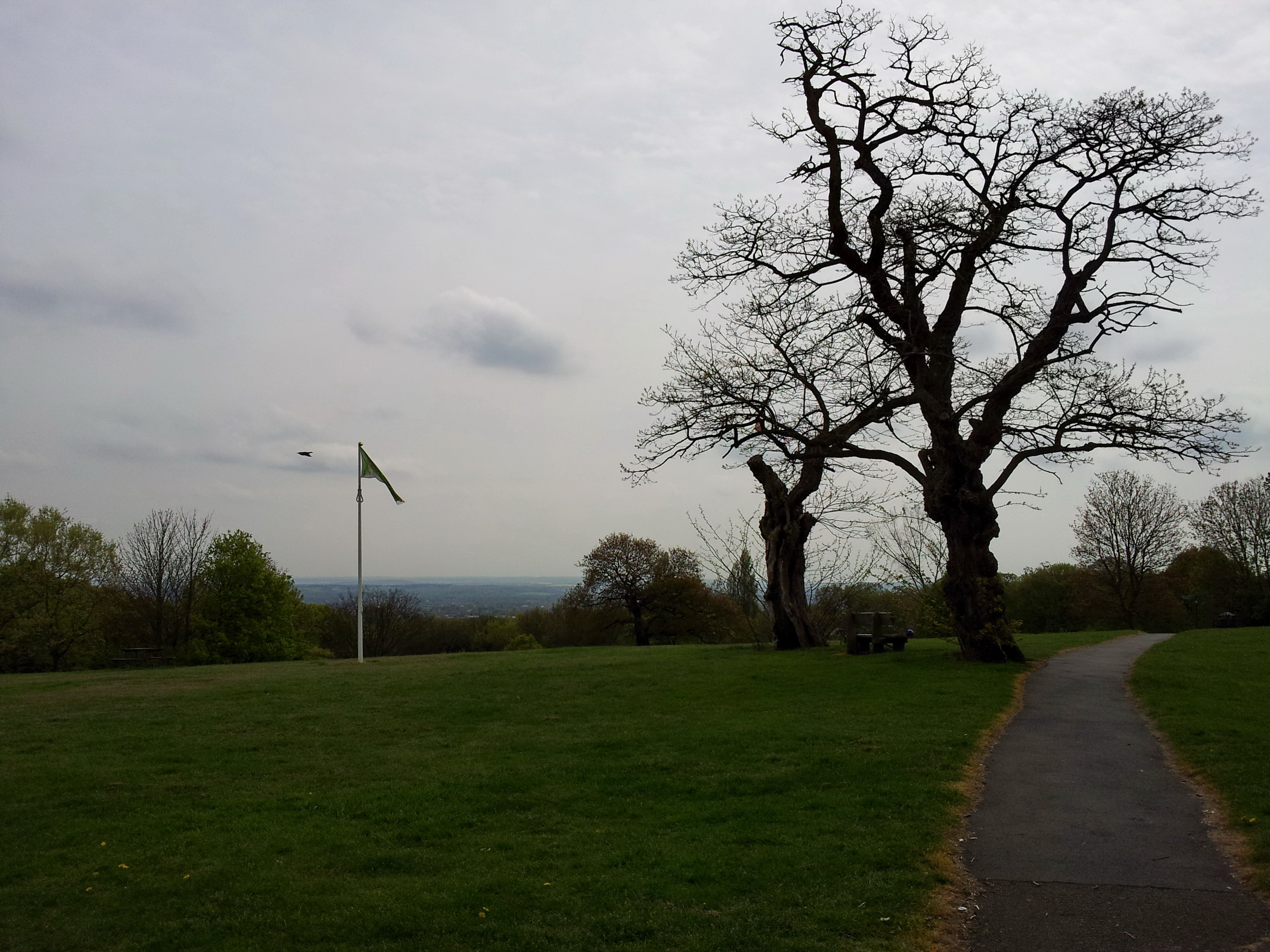
Eaglesfield park met hoogste punt (bij de vlag)
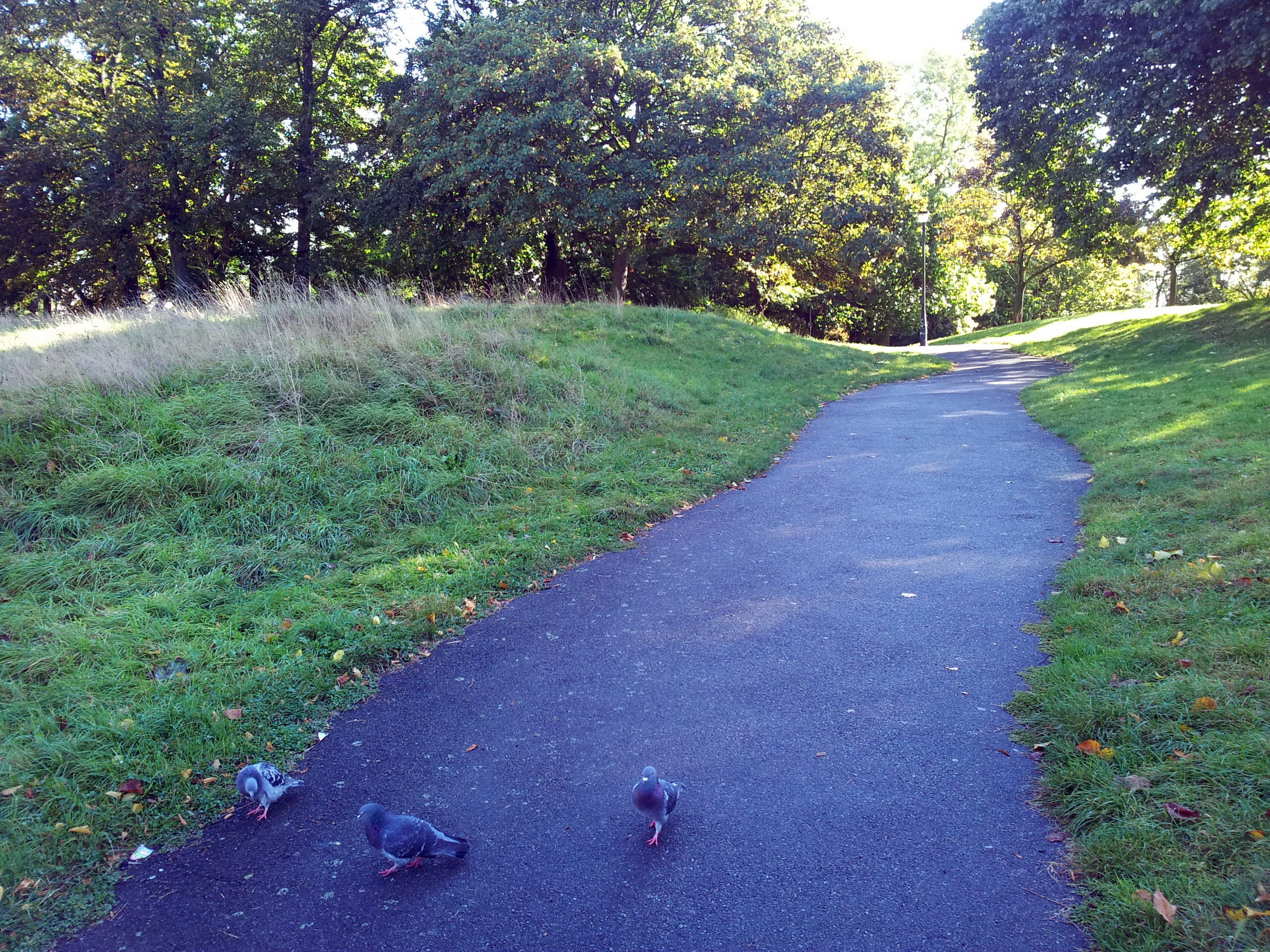
Heuvelopwaarts in Shrewsbury Park

### Cultureel erfgoed

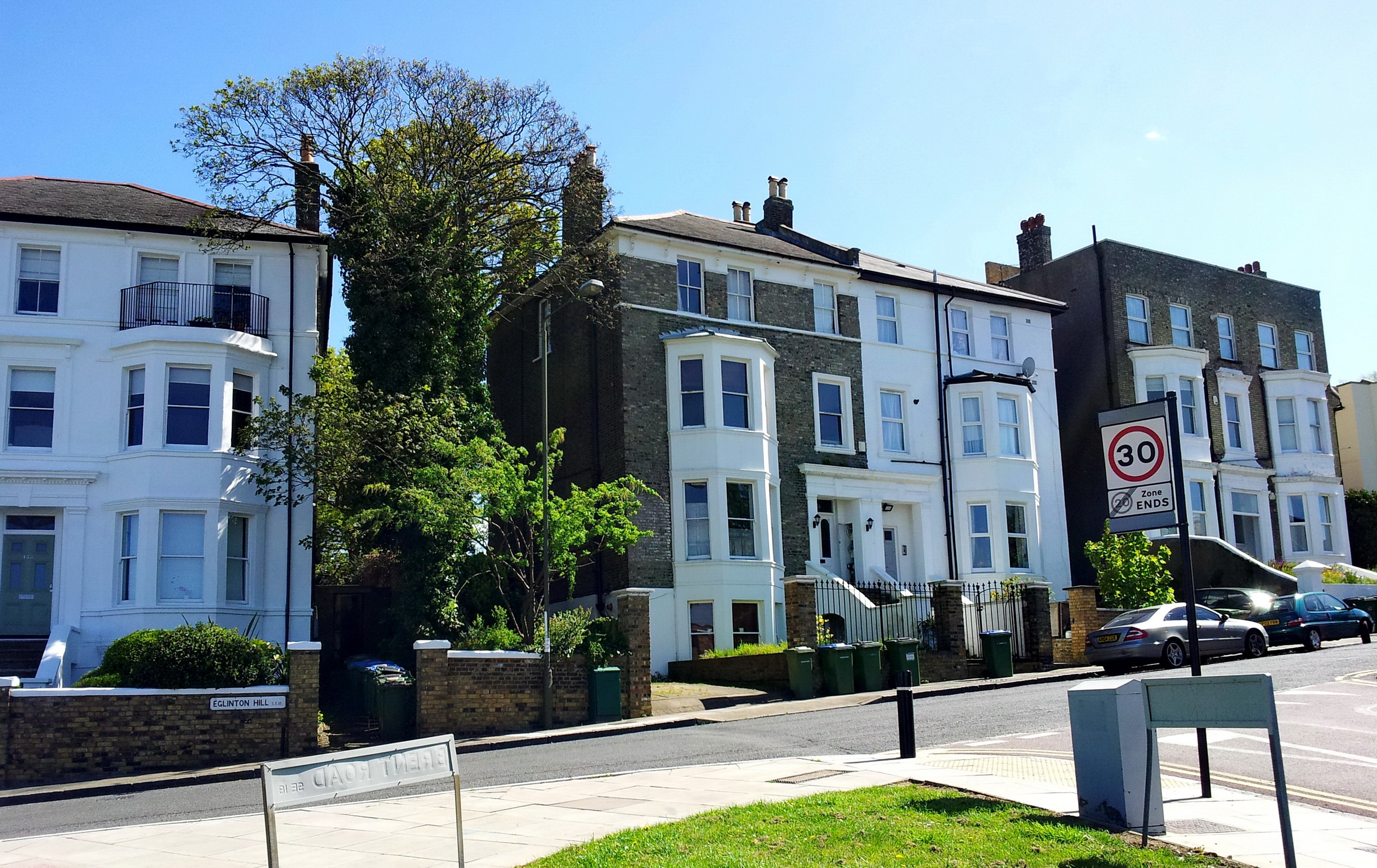
Victoriaanse huizen, Eglinton Hill

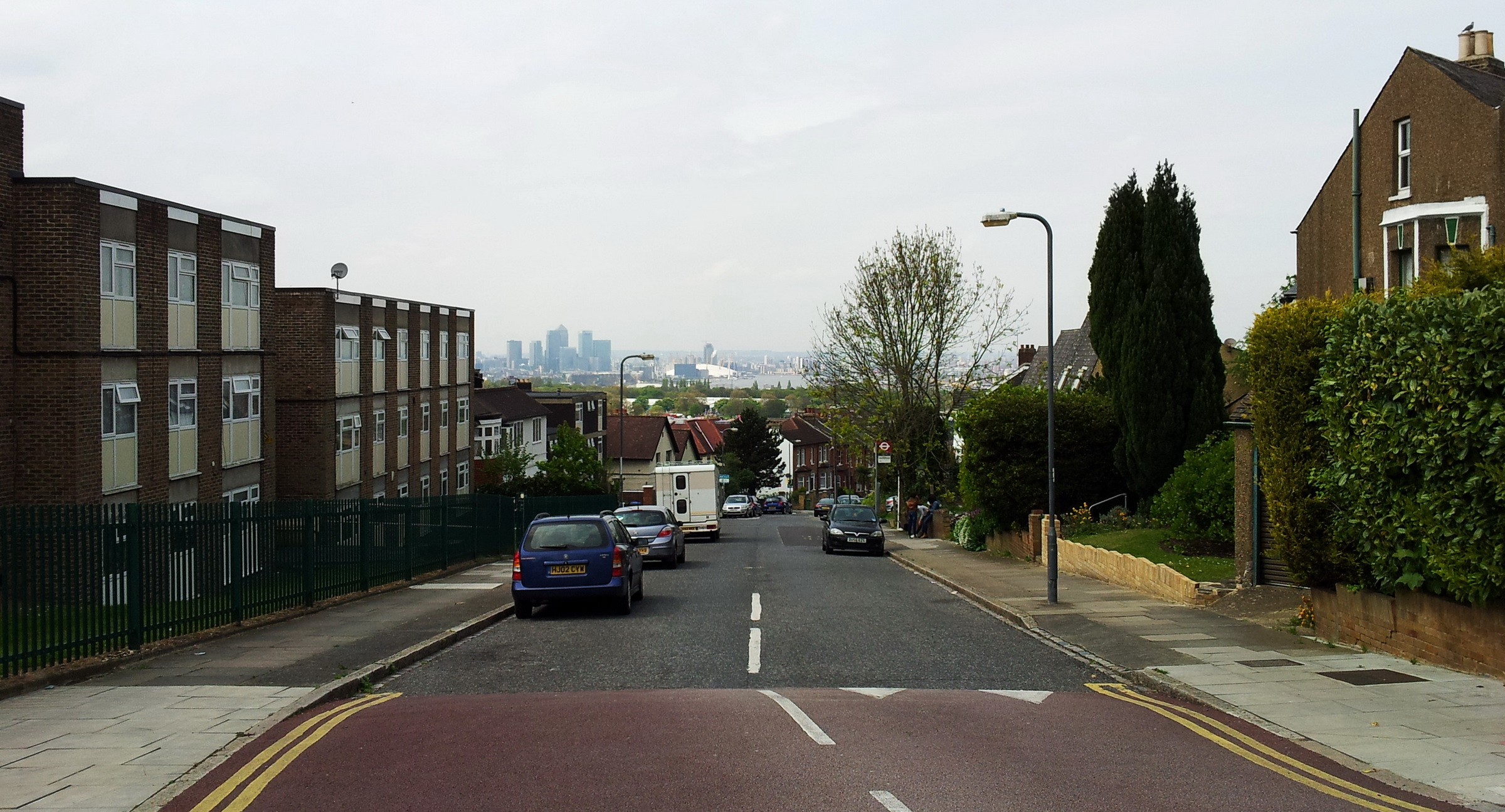
Gemengde bouwstijlen, Brent Road

Van de zes of zeven Shooters Hill tumuli uit de tijd van de klokbekercultuur (ca. 2700-2100 v.Chr.), is er één bewaard gebleven en zichtbaar gelaten in een terrein op de hoek van Plum Lane en Brinklow Crescent.
Van de talrijke landhuizen op de heuvel is weinig meer over. Een van de grootste huizen, Shrewsbury House, gebouwd in 1789, werd in 1923 vervangen door de huidige, minder ambitieuze villa. Van Mayfield House is nog een fraaie terrasaanleg aanwezig in Castle Wood. Een bijzonder gebouw is Severndroog Castle in Castle Wood, onderdeel van Oxleas Wood. Het kasteel uit 1784 is gebouwd als folly, ter herinnering aan de Britse verovering van het fort Suvarnadurg in India.
Het gebouw van de voormalige Royal Military Academy bevindt zich op de helling van Shooters Hill, aan de oostzijde van Woolwich Common. Het gebouw uit 1796, is een vroeg voorbeeld van neogotiek, in Engeland ook wel Mock Tudor genoemd. Het tot appartementen verbouwde Royal Herbert Hospital ligt nabij het hoogste punt van Shooters Hill, tussen Oxleas Wood en Woolwich Common. Vlak bij ligt het voormalige War Memorial Hospital, een psychiatrisch ziekenhuis uit 1925.
Van een ander ziekenhuis, Brook Fever hospital, zijn een viertal gebouwen bewaard gebleven, waaronder een watertoren, een ongewoon gebouw met een rechthoekige plattegrond, tegenwoordig in gebruik als woonhuis. Een tweede, traditioneler ogende watertoren op de top van Shooters Hill is een typisch victoriaans bouwwerk. De voormalige brandweerkazerne aan Eaglesfield Road dateert uit 1912. In de omgeving liggen enkele fraaie victoriaanse huizen, hoewel de meeste straten een zeer gevarieerde bebouwing laten zien. Een blok huizen uit 1933 in functionalistische stijl bevindt zich aan Genesta Road, op de grens van Shooters Hill, Woolwich en Plumstead.

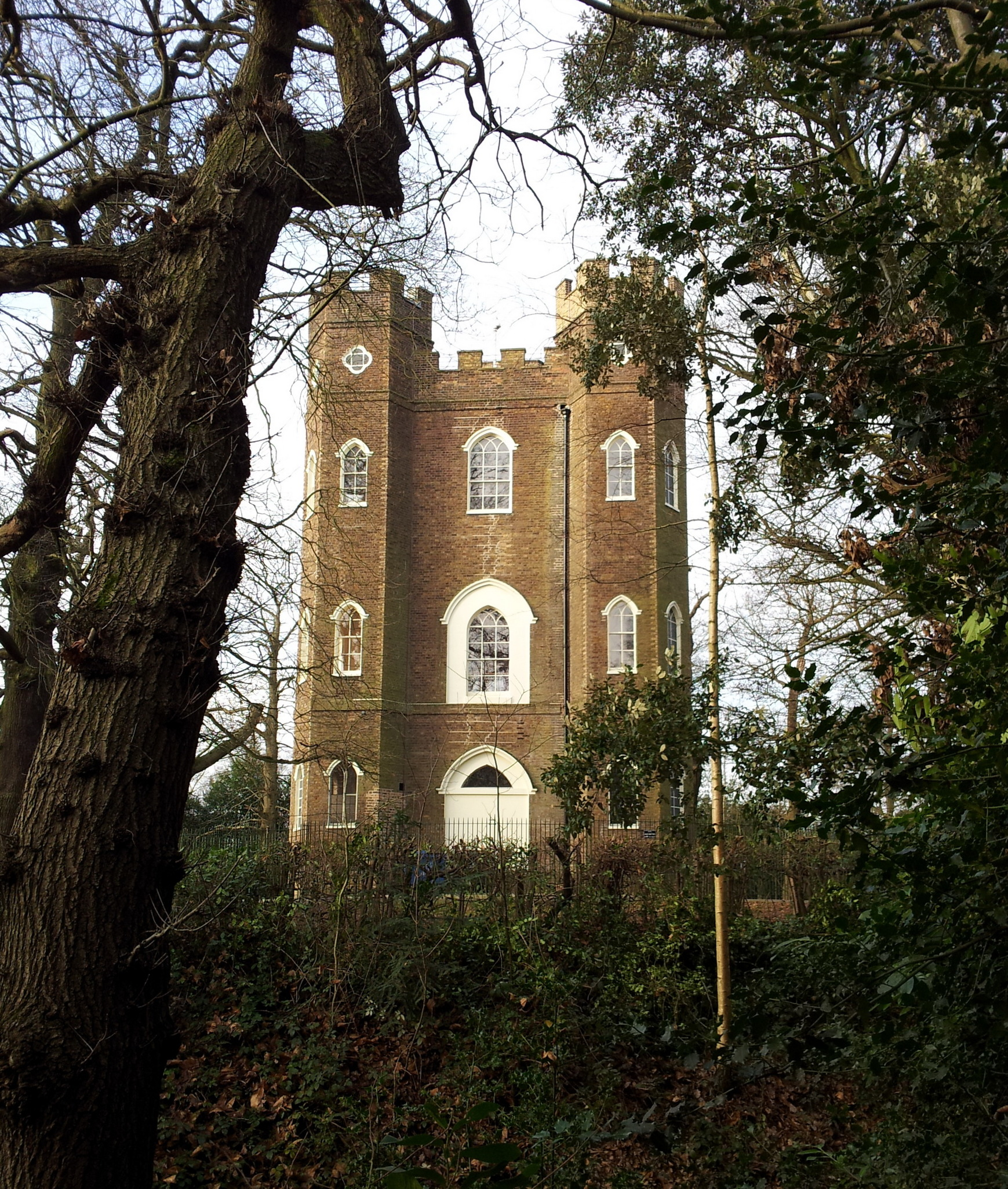
Severndroog Castle
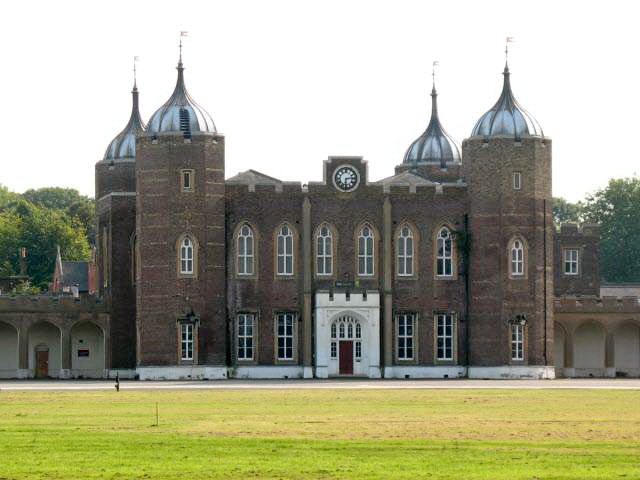
Royal Military Academy
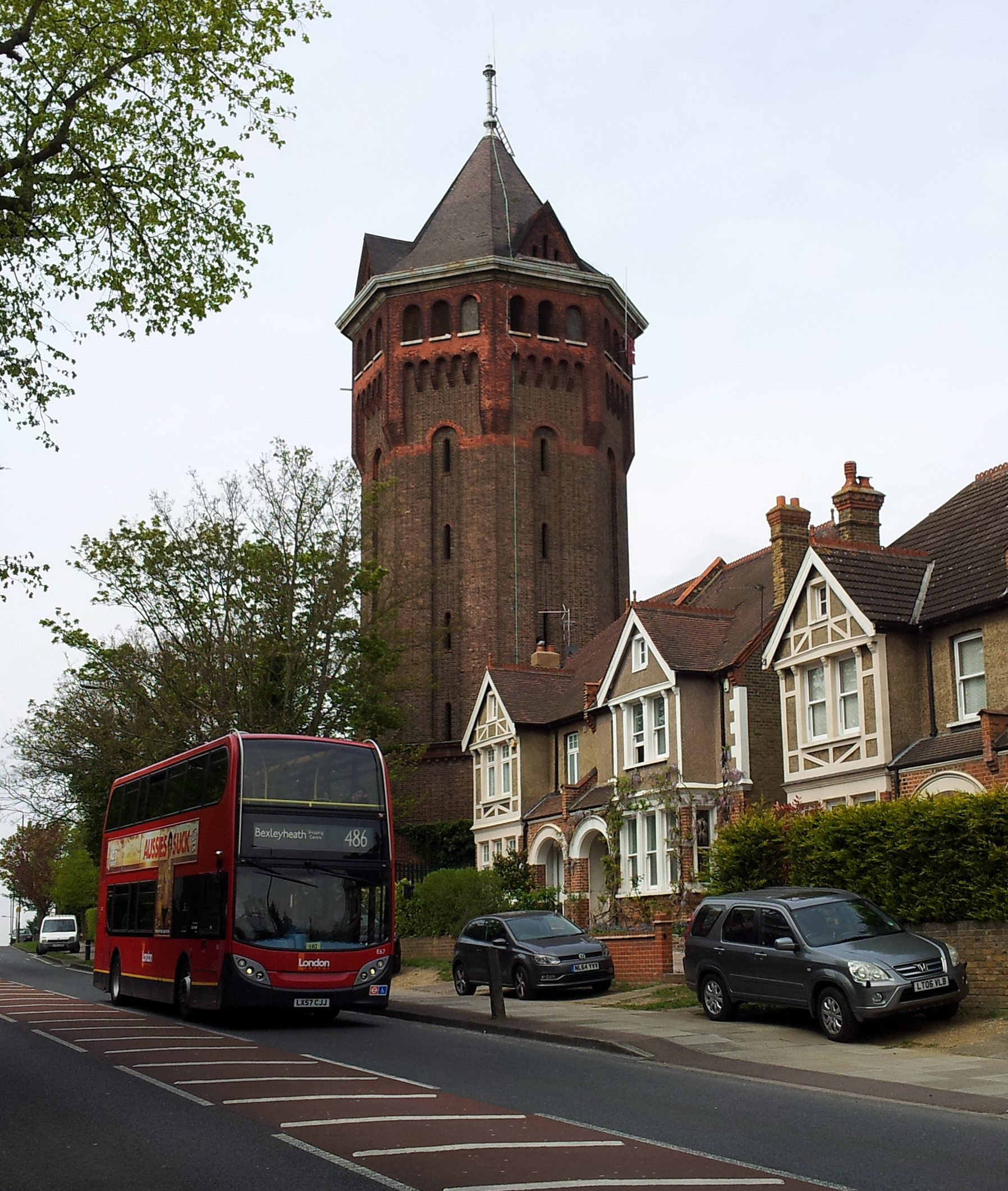
Shooters Hill watertoren
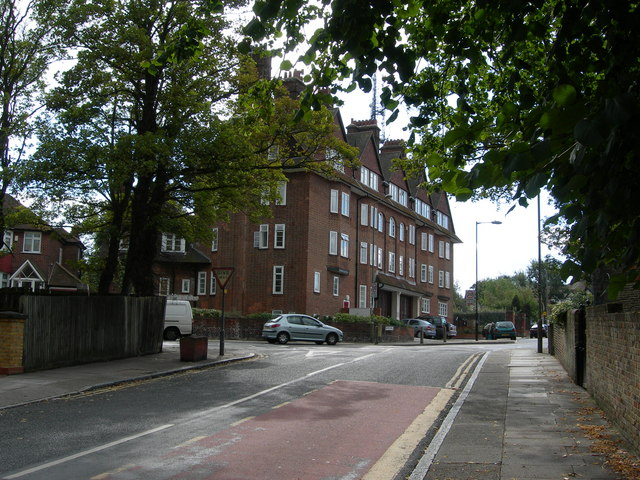
Vm. brandweerkazerne